# Alejandra de Oldemburgo (Alejandra Petrovna)
Alejandra Petrovna (San Petersburgo, 2 de junio de 1838-Kiev, 25 de abril de 1900), conocida antes de su matrimonio como duquesa Alejandra Federica Guillermina de Oldemburgo, fue hija del duque Pedro Gueórguievich de Oldemburgo y biznieta del zar Pablo I de Rusia. Se casó con el gran duque Nicolás Nikoláievich de Rusia (1831-1891). Después de la ruptura de su matrimonio, se retiró de la vida cortesana y, finalmente, se convirtió en monja.

## Juventud
Era la mayor de los ocho hijos de Pedro Gueórguievich de Oldemburgo y de su esposa, Teresa de Nassau-Weilburg, medio hermana de Sofía de Nassau, esposa del rey Óscar II de Suecia. Aunque Alejandra pertenecía a una familia alemana, se crio en Rusia, pues su familia estaba estrechamente emparentada con la dinastía Románov.
Pedro Georgievich de Oldemburgo, el padre de Alejandra, era el único hijo vivo de la gran duquesa Catalina Pávlovna de Rusia, cuarta hija del zar Pablo I. Pedro de Oldemburgo siguió una carrera militar en el ejército imperial ruso y también fue un erudito y filántropo. Alejandra Petrovna creció en la feliz familia Oldemburgo. Pedro Gueórguievich y su esposa mantenían una ejemplar vida familiar, y vigilaban detenidamente la educación de sus hijos. La familia pasaba los meses de invierno en Peterhof y se trasladaba durante el verano a su residencia de Kámeny-Óstrov. La educación de Alejandra despertó en ella un interés por la medicina y en solucionar los problemas sociales de los pobres.

## Matrimonio

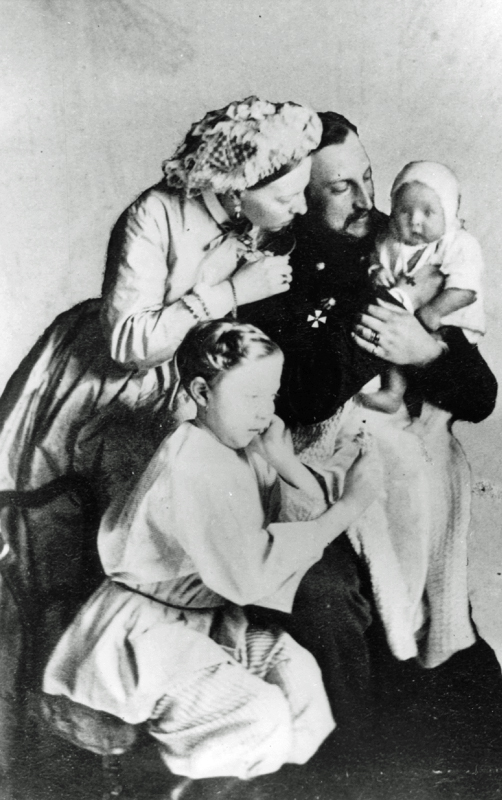
El gran duque Nicolás Nikoláievich, su esposa la gran duquesa Alejandra Petrovna de Rusia, y sus dos hijos.

Los padres de Alejandra organizaron un espléndido matrimonio para ella. El 25 de octubre de 1855, fue comprometida con el gran duque Nicolás Nikoláievich, tercer hijo del zar Nicolás I de Rusia y su primo lejano. Alejandra, que se había educado en la fe luterana, se convirtió a la fe ortodoxa el 7 de enero de 1856, y se le otorgó el rango de Alteza Imperial. 
La boda tuvo lugar el 6 de febrero de 1856, en Peterhof. Su primer hijo nació nueve meses más tarde en su apartamento de la planta baja del Palacio de Invierno. En diciembre de 1861, la pareja se trasladó a su recién construido Palacio Nicolaievsky en la Plaza de la Anunciación donde, en 1864, Alejandra dio a luz a un segundo y último hijo. Para entonces, su matrimonio había comenzado a desmoronarse.

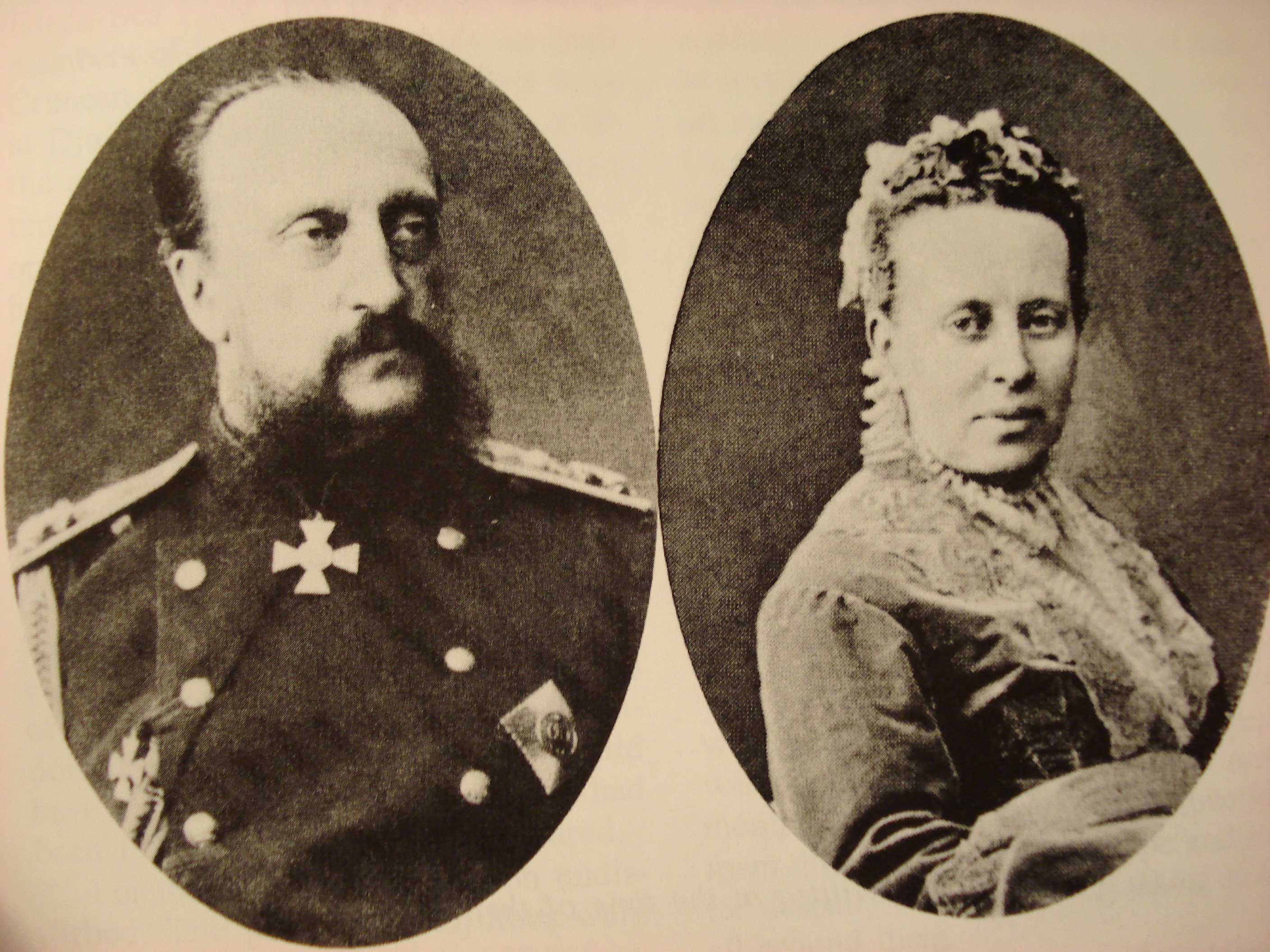
Alejandra y su marido Nicolás alrededor de 1860.

Alejandra era sencilla y poco sofisticada. Le gustaba la simplicidad y prefería vestir modestamente, evitando la vida pública. Dedicaba gran parte de su tiempo a la religión y a su interés en practicar la medicina. Fue también una talentosa pintora. Alejandra no era hermosa, pero su sinceridad y agradables modales le hizo ganar muchas simpatías. También era muy apreciada por sus dos cuñadas, María Alexandrovna y Alejandra Iosifovna. Primeramente, su marido aceptó sus ideas y financió un hospital en la ciudad, donde las teorías de Alejandra se podrían desarrollar y poner en práctica y los pobres pacientes recibieron atención sin costo alguno. A veces les alimentaba ella misma. De la misma manera, fundó un instituto de formación de enfermeras en San Petersburgo.
A fines de 1860, su matrimonio afrontaba una crisis, pues la pareja tenía poco en común. Mojigata y de maneras cortesanas, Alejandra prefería quedarse fuera de la corte. Esto molestaba a su esposo, quien también se quejaba de su falta de belleza y de la modestia de su vestuario. Tras convertirse a la fe ortodoxa, se convirtió en una mujer muy piadosa, y sus grandes pasiones eran la religión y la medicina.
La pareja vivía en su palacio de San Petersburgo, que era tan grande que no tenían que verse entre ellos. Acudían juntos solo a ceremonias oficiales. Pronto, Nicolás Nikoláievich comenzó una relación permanente con Catalina Chislova, bailarina del Teatro Krásnoye Seló, aventura que el gran duque ni se molestó en ocultar. En 1868, Catalina Chislova dio a luz al primero de los cinco hijos ilegítimos de la pareja.
Según algunas fuentes, Alejandra Petrovna tomó represalias contra su marido por su infidelidad teniendo un amante y, en 1868, dio a luz a un hijo ilegítimo. Sin embargo, no ha habido información para corroborar estos rumores, pero la historia del hijo ilegítimo parece poco probable.
En 1870, nada quedaba del matrimonio, salvo la amargura. El resentimiento era la única respuesta que podía ofrecer a su marido por la infidelidad. Alejandra pasaba cada vez más tiempo en Kiev, mientras que su marido dividía su vida entre los hijos que tuvo con Alejandra y con su segunda familia. Cuando el gran duque hizo que su amante y los hijos que con ella tuvo entrasen en la aristocracia, Alejandra hizo un llamamiento a su cuñado, Alejandro II de Rusia, para que interviniera, pero se la despidió sin la menor cortesía. Le dijo sin rodeos "Verás, tu marido está en la flor de la vida, y necesita una mujer con quien poder hacer el amor. ¡Y fíjate, mira cómo vistes!. No podrías atraer a ningún hombre". Sin embargo, Alejandro aconsejó a su hermano que fuera más discreto y exilió a Catalina Chislova a Wenden, cerca de Riga.

## Últimos años

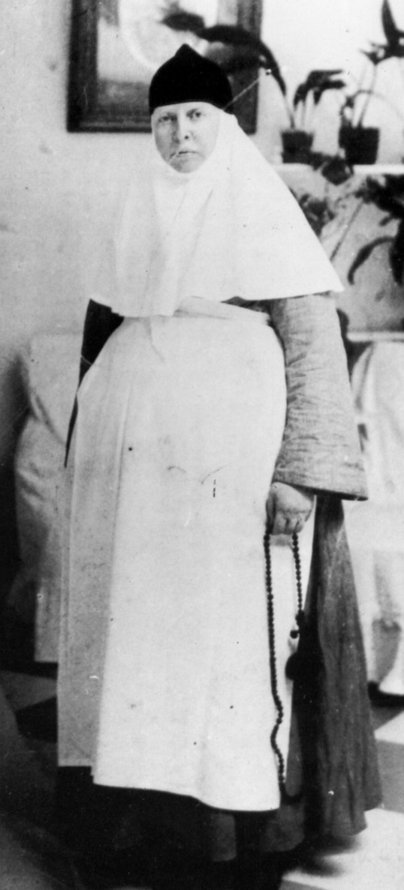
La hermana Anastasia, anteriormente gran duquesa Alejandra Petrovna.

En 1880, Alejandra dejó San Petersburgo para iniciar una nueva vida en Kiev. Inicialmente vivía en el Palacio Mariyinsky, la residencia del emperador en Kiev, pero más tarde se retiró a un convento. Sin embargo, se negó a conceder a su marido el divorcio. Nicolás tenía la esperanza de sobrevivir a su esposa, como había sido el caso de su hermano Alejandro II, que una vez viudo se casó con su amante. Pero Alejandra, aunque no gozaba de un buen estado de salud, sobrevivió a su marido y a la amante de su marido. Catalina Chislova murió en 1889 y el gran duque Nicolás sobrevivió a su amante solo dos años. Cuando murió en Crimea en 1891, Alejandra se negó a asistir al funeral. Incluso entonces, ella no lo perdonó. También se negó a rendirle un último homenaje cuando el catafalco funerario, que llevaba su cuerpo a San Petersburgo para enterrarlo en la catedral de San Pedro y San Pablo, llegó a Kiev en su ruta desde el sur.
Alejandra se convirtió en monja como "la hermana Anastasia", tomando los hábitos el 3 de noviembre de 1889 en Kiev, mientras que su marido seguía vivo. Ella fundó un convento de monjas enfermeras con sus propios hospitales, asilos y dispensarios para proporcionar tratamiento gratuito a los pobres. Dedicó su vida a esta obra, que siempre había sido su prioridad. A pesar de ello, también se mantuvo cerca de sus hijos, que se habían puesto de su lado en la ruptura de la familia. Ella estaba en Crimea en 1898, cuando su nuera, la gran duquesa Militza, dio a luz a hijas gemelas, una de las cuales murió poco después de nacer. Alejandra tuvo los restos de su nieta con ella, y la enterró en el cementerio de su convento de Kiev. Enferma con cáncer de estómago, Alejandra Petrovna murió en el Monasterio de las Cuevas de Kiev, cuando tenía sesenta y un años. Hoy su tumba se encuentra el jardín del convento, que de nuevo es atendido por monjas, continuando su obra.

## Hijos
- Nicolás Nikoláievich, el Joven (1856-1929).
- Pedro Nikoláievich (1864-1931).